# August 3. af Polen
August 3. af Polen (tysk: August III., polsk: August III Sas, litauisk: Augustas III Saksas; 17. oktober 1696 – 5. oktober 1763) var kurfyrste af Sachsen fra 1733 til 1763 (under navnet Frederik August 2. (tysk: Friedrich August II.)) og konge i den polsk-litauiske realunion fra 1734 til 1763.

## Biografi
Frederik August blev født i Dresden i 1696 som søn af kurfyrst Frederik August 1. af Sachsen (den senere August den Stærke af Polen) og blev opdraget til at blive konge. I 1712 konverterede han til katolicismen
Efter faderens død blev han indsat som kurfyrste i Sachsen, og ved afslutningen af den Polske Arvefølgekrig valgt til konge af Polen, med støtte af russiske og østrigske tropper.
Han opnåede aldrig nogen særlig magt i Polen, hvor russerne kom til at dominere, mens han i Sachsen overlod det meste af den reelle magt til sin førstminister grev Brühl. Hans regering betød en kraftig svækkelse af Sachsens magt, ikke mindst gennem indblandingen i den Østrigske Arvefølgekrig og den Preussiske Syvårskrig. Med hans død ophørte den polsk-sachsiske union.